# 马达尼亚提
马达尼亚提，意译“文化村”，是吉尔吉斯斯坦楚河州楚河区下辖的一个村。根据2009年吉尔吉斯共和国人口普查，全村人口为754人。